# Cleo (piosenkarka)
oleo właśc. Joanna Krystyna Klepko (ur. 25 czerwca 1983 w Szczecinie) – polska piosenkarka, autorka tekstów, malarka i projektantka mody, z wykształcenia architekt krajobrazu.
Karierę zaczynała w chórze gospel Soul Connection. W latach 2004–2005 współtworzyła duet Dwie Asie, który udzielał się wokalnie w utworach wykonawców hip-hopowych, takich jak Pih czy Endefis. W latach 2007–2013 występowała gościnnie m.in. na nagraniach raperskich Onara czy WSRH. Od 2013 współpracuje z Donatanem, z którym wydała album studyjny Hiper/Chimera (2014) i solowe Bastet (2016), superNOVA (2020), vinyLOVA (2022) oraz 10 (2024). Pierwszą płytę promowali m.in. singlem „My Słowianie”, z którym zajęli 14. miejsce w finale 59. Konkursu Piosenki Eurowizji. Z pierwszą płytą dotarła na szczyt listy najchętniej kupowanych albumów w Polsce. Za sprzedaż swoich albumów i singli otrzymała trzy diamentowe płyty, jedną poczwórnie platynową, dwie potrójnie platynowe, pięć platynowych i pięć złotych.
Laureatka dwóch Superjedynek i dwóch nagród Eska Music Awards, zdobywczyni statuetek na festiwalach TOPtrendy, Lato Zet i Dwójki oraz Polsat SuperHit Festiwal. Poza działalnością muzyczną była uczestniczką lub trenerką w kilku programach rozrywkowych oraz wzięła udział w trzech dużych kampaniach reklamowych.

## Życiorys

### Rodzina i edukacja
Ma brata bliźniaka, Piotra. Dzieciństwo spędziła na warszawskim Ursynowie. Jest absolwentką Szkoły Głównej Gospodarstwa Wiejskiego w Warszawie, gdzie uzyskała tytuł magistra inżyniera architekta krajobrazu. W czasach studenckich przez pół roku mieszkała w Paryżu.

### Kariera zawodowa
Była członkinią chóru gospel Soul Connection oraz duetu Dwie Asie, który udzielił się wokalnie na nagraniach kilku wykonawców środowiska hip-hopowego. W 2006 zajęła pierwsze miejsce w kategorii rhythm and blues w pierwszej edycji internetowego konkursu muzycznego „Studio Garaż”. W 2011 wzięła udział w pierwszej edycji programu X Factor, w którym na castingu wykonała utwór „Proud Mary”, lecz nie przeszła do kolejnego etapu.

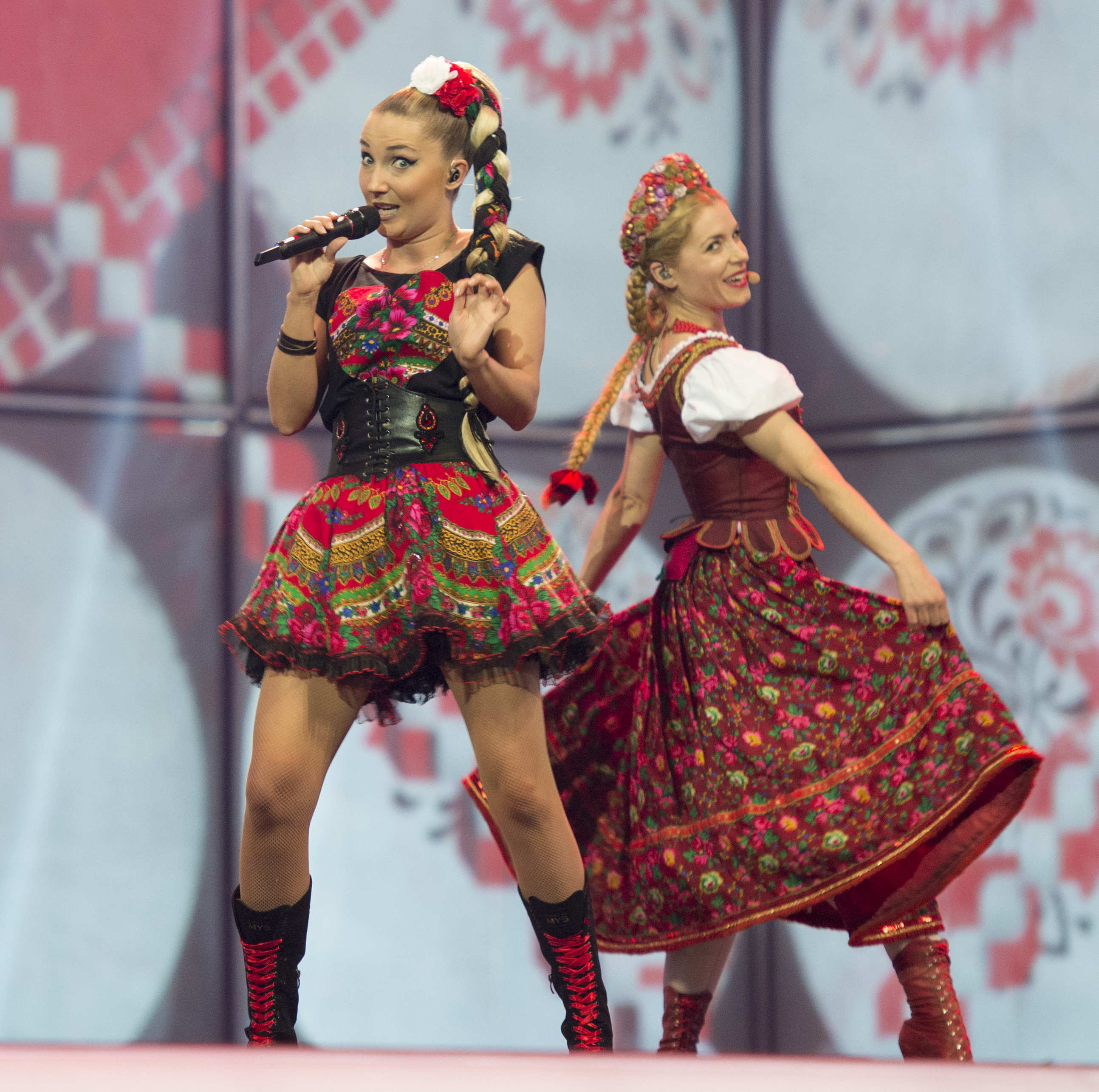
Cleo podczas występu w finale 59. Konkursu Piosenki Eurowizji w Kopenhadze, maj 2014

W 2013 rozpoczęła współpracę z Donatanem. W listopadzie wydali pierwszy wspólny singel „My Słowianie”, który stał się ogólnokrajowym przebojem. 25 lutego 2014 zostali ogłoszeni reprezentantami Polski z utworem „My Słowianie – We Are Slavic” podczas 59. Konkursu Piosenki Eurowizji organizowanego w Kopenhadze. 29 marca była gościem podczas przedkonkursowej imprezy promocyjnej w Rydze, a 1 maja wystąpiła z piosenką „My Słowianie” podczas koncertu Tu bije serce Europy z okazji 10-lecia przystąpienia Polski do Unii Europejskiej. 8 maja wystąpiła w drugim półfinale Eurowizji i awansowała do rozgrywanego 10 maja finału, w którym zajęła 14. miejsce. 31 maja uczestniczyła w konkursie Największe przeboje roku podczas festiwalu TOPtrendy 2014 jako jedna z artystek, których piosenki były najczęściej granymi w stacjach radiowych w ostatnim roku. Podczas koncertu odebrała nagrodę specjalną od słuchaczy radia RMF Maxxx. 7 czerwca wystąpiła w koncercie Superjedynki podczas 51. Krajowego Festiwalu Piosenki Polskiej w Opolu, a także wraz z Donatanem została nagrodzona Superjedynką w kategorii SuperGwiazda w sieci. W lipcu nagrała z Donatanem i zespołem Enej utwór „Brać”, do którego zrealizowali teledysk. 7 listopada 2014 wydała debiutancki album studyjny pt. Hiper/Chimera, który nagrała z Donatanem. Dwa dni przed premierą odebrała za wydawnictwo status złotej płyty, a ostatecznie – potrójnej platynowej płyty (we wrześniu 2016). Z płytą dotarła do pierwszego miejsca listy najchętniej kupowanych albumów w Polsce. Jesienią 2015 uczestniczyła w czwartej edycji programu rozrywkowego Polsatu Dancing with the Stars. Taniec z gwiazdami, w parze z Janem Klimentem zajęła trzecie miejsce, odpadając w odcinku półfinałowym.

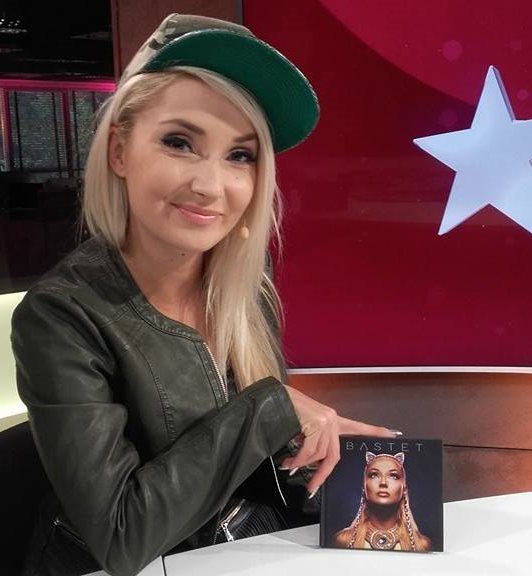
Cleo z płytą Bastet (2016)

W grudniu 2015 podpisała kontrakt płytowy z wytwórnią Universal Music Polska. 30 grudnia wydała singel „Zabiorę nas”, który w styczniu 2016 został zremiksowany przez Basta. 13 maja 2016 wydała singel „Wolę być”, a 5 lipca – „N-O-C”. Jeszcze w 2016 wystąpiła w spocie reklamowym sieci telekomunikacyjnej T-Mobile. 2 września wydała album pt. Bastet, z którym zadebiutowała na trzecim miejscu Oficjalnej Listy Sprzedaży. Pod koniec września otrzymała nominację do nagród Europejskiej Nagrody Muzycznej 2016 dla najlepszego polskiego wykonawcy”. W grudniu zaprezentowała teledysk do singla „Na pół”. 26 maja 2017 wydała reedycję albumu pt. Bastet, który wzbogaciła o drugi krążek, zawierający dwie premierowe piosenki („Pali się” i „Serce”) oraz wersje instrumentalne utworów z płyty. W czerwcu potwierdziła prace nad materiałem na trzeci album. W październiku zaprezentowała teledysk do singla „Pali się”, a 27 listopada – do utworu „Coraz bliżej święta”, który nagrała na potrzeby kampanii reklamowej marki Coca-Cola, w której także wystąpiła.

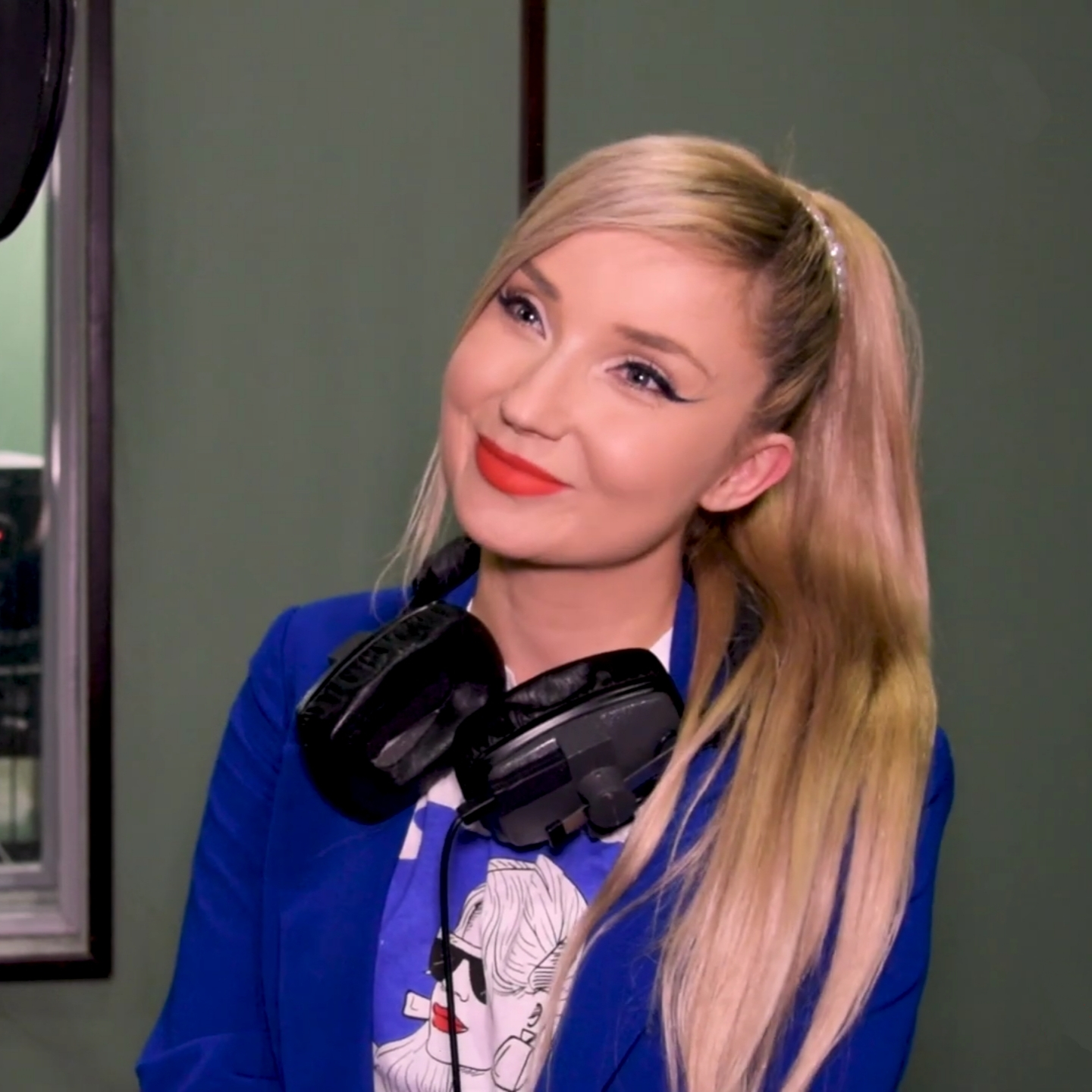
Cleo (2019)

7 lutego 2018 zaprezentowała teledysk do singla „Łowcy gwiazd”, a 6 czerwca – do singla „Eva”, który nagrała z Mesajahem. 18 czerwca opublikowała piosenkę „Łowcy”, będącą nową wersją singla „Łowcy gwiazd”, którą nagrała w celu wsparcia reprezentacji Polski w Mistrzostwach Świata w Piłce Nożnej. Jesienią 2018 została trenerką w drugiej edycji konkursu talentów TVP2 The Voice Kids. W 2019 wydała dwa single, „Wrrra” i „Za krokiem krok”, z którym po raz pierwszy dotarła na szczyt radiowej listy AirPlay – Top. Jesienią 2019 wydała kolejne dwa single: „Kły”, nagrany z donGURALesko w ramach wspólnego projektu Donatana i Roberta Lewandowskiego, a także „Dom”. W lutym 2020 zasiadała w komisji jurorskiej wyłaniającej reprezentanta Polski w 65. Konkursie Piosenki Eurowizji. 6 marca wydała piosenkę „Alfabet świateł”, wyprodukowaną przez Donatana. 12 sierpnia opublikowała utwór „Bratnie dusze”, nagrany z Dawidem Kwiatkowskim. W sierpniu zasiadła w jury drugiego półfinału programu Szansa na sukces. Eurowizja Junior 2020 oraz była bohaterką reportażu wyemitowanego w programie Uwaga! – Kulisy sławy. Na ponad tydzień przed premierą trzeciego albumu opublikowała singiel „Znikam”, który nagrała z B.R.O. 18 września wydała album pt. superNOVA, który promowała singlami „Łowcy gwiazd”, „EVA” i „Alfabet świateł” oraz teledyskiem do piosenki „W telefonie”. W listopadzie ogłoszono, że została dyrektorką artystyczną sieci sklepów Media Expert, ponadto wystąpiła w kampanii reklamowej tej marki. W grudniu wydała, nagrany z gościnnym udziałem Weroniki Juszczak, singiel „Number One”, do którego nagrała teledysk.
W maju 2020 poinformowała, że na 18 marca 2021 zaplanowała premierę albumu pt. vinyLOVA, zawierającego m.in. utwór „Za krokiem krok”. Premiera płyty została jednak przesunięta z powodu pandemii COVID-19. 9 lutego 2021 wydała singiel „Kocham”, do którego zrealizowała teledysk z udziałem kilku influencerów. Została także trenerem w czwartej edycji programu The Voice Kids; za występy w programie otrzymała Telekamerę 2021 w kategorii „juror”, a w kwietniu 2022 podopieczny Cleo Mateusz Krzykała zwyciężył w piątej edycji show. 23 lipca 2021 wydała singiel „Polskie Mexico”, który nagrała z Lexy Chaplin. Do piosenki nagrała teledysk, który w ciągu godziny zyskał ponad 260 tys. wyświetleń na YouTubie. 22 października 2021 premierę miał teledysk do jej singla „Dalej”, który nagrała z Marylą Rodowicz. 3 lutego 2023 ukazał się singel Juli Chan pt. „Wyloguj się” z gościnnym udziałem Cleo. Wokalistki zaprezentowały utwór, w którym odnoszą się do kobiecego wsparcia i przyjaźni. Słowa do piosenki napisała Magdalena Wójcik. Utwór miał swoją radiową premierę 4 lutego 2023 na antenie Radia ESKA, w programie New Music Weekend oraz znalazł się na kluczowych playlistach edytorskich serwisu muzycznego Spotify.
W 2023 podpisała kontrakt z wytwórnią Warner Music Poland, w wyniku czego wydała singel „Karminowe usta”, zapowiadający jej piąty album studyjny 10.

## Dyskografia
- Hiper/Chimera (oraz Donatan) (2014)
- Bastet (2016)
- superNOVA (2020)
- vinyLOVA (2022)
- 10 (2024)

## Nagrody i nominacje
| Rok  | Konkurs/Nagroda                        | Kategoria                                          | Rezultat   | Źródło |
| ---- | -------------------------------------- | -------------------------------------------------- | ---------- | ------ |
| 2014 | Plebiscyt Onet.pl                      | Fun                                                | Wygrana    | [ 81 ] |
| 2014 | TOPtrendy 2014                         | Największe Przeboje Roku („My Słowianie”)          | Nominacja  | [ 82 ] |
| 2014 | TOPtrendy 2014                         | Nagroda słuchaczy radia RMF MAXXX („My Słowianie”) | Wygrana    | [ 82 ] |
| 2014 | SuperJedynki                           | SuperGwiazda w sieci                               | Wygrana    | [ 83 ] |
| 2014 | Lato ZET i Dwójki (Festiwal „Na Fali”) | Przebojowy duet roku                               | Wygrana    | [ 84 ] |
| 2014 | Eska Music Awards 2014                 | Najlepsza artystka                                 | Nominacja  | [ 85 ] |
| 2014 | Eska Music Awards 2014                 | Najlepszy hit („My Słowianie”)                     | Wygrana    | [ 86 ] |
| 2014 | Eska Music Awards 2014                 | Najlepszy radiowy debiut                           | Nominacja  | [ 85 ] |
| 2014 | Eska Music Awards 2014                 | Eska TV Award – Najlepsze video („My Słowianie”)   | Nominacja  | [ 85 ] |
| 2014 | Eska Music Awards 2014                 | Eska TV Award – Najlepsze video („Cicha woda”)     | Nominacja  | [ 85 ] |
| 2014 | Eska Music Awards 2014                 | eskaGO Award – Najlepszy artysta w sieci           | Wygrana    | [ 87 ] |
| 2015 | Polsat SuperHit Festiwal 2015          | Cyfrowa Piosenka Roku („My Słowianie”)             | Wygrana    | [ 88 ] |
| 2015 | Polsat SuperHit Festiwal 2015          | Cyfrowa Piosenka Roku („Brać”)                     | 3. miejsce | [ 88 ] |
| 2015 | SuperJedynki                           | SuperAlbum (Hiper/Chimera)                         | Wygrana    | [ 89 ] |
| 2015 | Eska Music Awards 2015                 | eskaGO Award – Najlepszy artysta w sieci           | Nominacja  | [ 90 ] |
| 2016 | Eska Music Awards 2016                 | Najlepsza artystka                                 | Nominacja  | [ 91 ] |
| 2016 | Eska Music Awards 2016                 | Eska TV Award – Najlepsze video („Zabiorę nas”)    | Nominacja  | [ 92 ] |
| 2016 | Eska Music Awards 2016                 | eskaGO Award – Najlepszy artysta w sieci           | Nominacja  | [ 93 ] |
| 2016 | MTV Europe Music Awards 2016           | Najlepszy polski wykonawca                         | Nominacja  | [ 94 ] |
| 2017 | Wielka Gala Gwiazd Plejady             | Debiut roku                                        | Nominacja  | [ 95 ] |
| 2019 | Przebój lata 2019 RMF i Polsatu        | Hit lata („Za krokiem krok”)                       | Wygrana    | [ 96 ] |
| 2020 | Telekamery 2020                        | Juror                                              | Nominacja  | [ 97 ] |
| 2021 | Telekamery 2021                        | Juror                                              | Wygrana    | [ 98 ] |